# Prunent
Il prünent è un vitigno a bacca nera, autoctono della Val d'Ossola, clone del Nebbiolo da cui si ricava il vino omonimo della Doc Valli Ossolane.

## Etimologia
Il nome "Prunent", di origine latina e deriverebbe dalla radice “pruina” (brina), con chiaro riferimento al periodo della vendemmia (fine ottobre-novembre) nel quale i terreni al mattino si presentano ricoperti di brina, oppure dal lemma “prunum” (susino, prugno), connesso al sapore del vino oppure alla tradizione di coltivare la vite insieme ai prugni selvatici presenti ovunque nella zona.

## Storia
Il vitigno ha origini antichissime. È menzionato in un testamento scritto del 19 maggio 1309 da Dumino di Pello di Trontano che disponeva un lascito annuale di nove staia di vino perpetuo al Convento dei frati minori di Domodossola. È specificato che il vino doveva essere tutto prünent e che doveva essere utilizzato solo per la celebrazione della Santa Messa. Con uve di Prunent si produceva un tempo un vino pregiato, da invecchiamento, conosciuto ed apprezzato anche fuori dall'Ossola. Sul finire del 1800, a causa della diffusione della filossera che distrusse buona parte dei vitigni europei e obbligò anche i viticoltori ossolani ad utilizzare barbatelle innestate, le vecchie piante di Prunent vennero nel corso degli anni sostituite con altri vitigni più produttivi ma meno pregiati e, soprattutto, non sempre adatti alle condizioni climatiche della zona. Alcuni ceppi di Prunent centenario e franchi di piede si possono ancora trovare in Ossola, nelle zone di Pello, Trontano, Masera, Montecrestese. La tradizionale forma di allevamento adottata per il prünent è quella a pergola.
Dal 1990 è in attuazione dalle istituzioni e imprese locali un ambizioso progetto di recupero di questo antico vitigno. In particolare l'Associazione Produttori Agricoli Ossolani in collaborazione con aziende agricole locali è riuscita a rilanciare commercialmente lo storico vitigno locale, facendone un vino di qualità e di struttura, apprezzato dalla critica, che se la gioca alla pari con gli altri grandi nebbioli piemontesi.